# Gemeentegiro Amsterdam

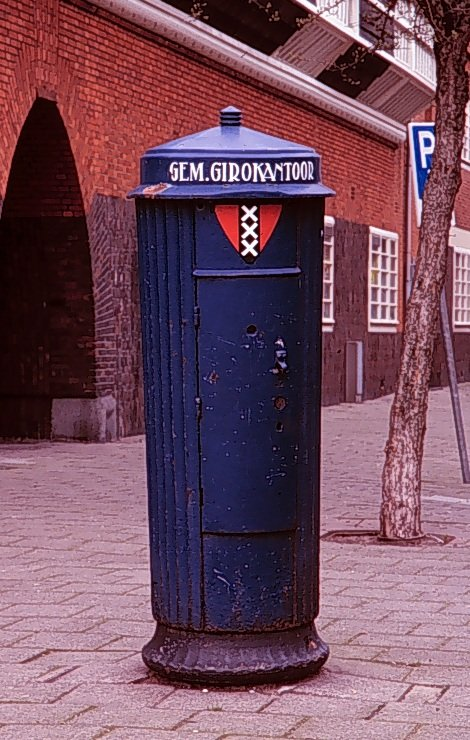
Staande girobus, ontworpen door PL Marnette (foto bMA Amsterdam)

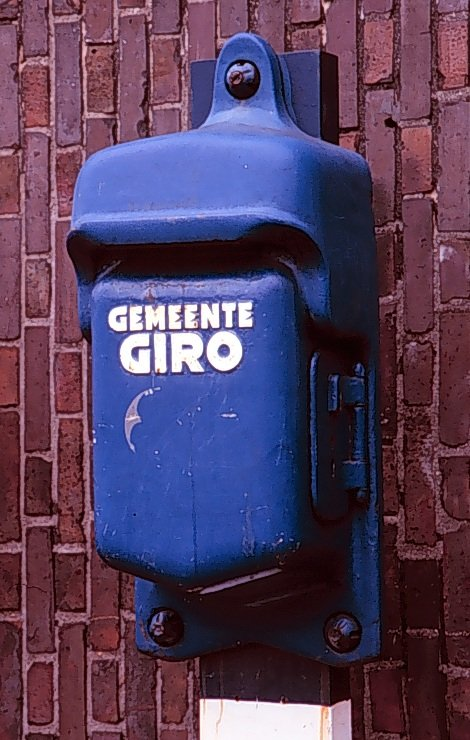
Hangende girobus, ontworpen door Anton Kurvers (foto bMA Amsterdam)

De Gemeentegiro Amsterdam (GGA), opgericht op 21 maart 1917, was het eerste girale betalingssysteem in Nederland. Pas een jaar later ging de Postcheque- en Girodienst (afgekort tot PCGD, ook bekend als Postgiro) van start. In 1979 werd de Gemeentegiro Amsterdam overgenomen door de in 1977 gefuseerde Postgiro en Rijkspostspaarbank en werd daarmee onderdeel van de PTT. In 1986 werd de Postgiro geprivatiseerd en ging over in de Postbank N.V.. In 1988 zijn de NMB Bank en Postbank samengegaan in de NMB-Postbank Groep N.V.; vervolgens volgde in 1989 de fusie tussen NMB-Postbank Groep en Nationale Nederlanden en ontstond de Internationale Nederlanden Groep (ING Groep). De ING Groep werd pas in 1992 geïntroduceerd in de markt. Op 10 februari 2009 ging de Postbank samen met de ING Bank en vormde de nieuwe ING, waarbij afscheid genomen werd van het label Postbank.

## Geschiedenis
In 1916 besluit de gemeente Amsterdam de kashandelingen te centraliseren en richt daarvoor het Gemeentelijk Girokantoor op. Aanvankelijk dient het slechts voor betalingsverkeer tussen gemeentelijke diensten en bedrijven. Vanaf 1918 kunnen ook particulieren terecht bij de Gemeentegiro. Wanneer de gemeente besluit om de salarissen van onderwijzers aan de gemeentelijke openbare scholen per giro uit te betalen komt er een grote groep rekeninghouders bij. De Gemeentegiro groeit voorspoedig. Naast de nutsbedrijven accepteren ook steeds meer winkeliers de cheques van de gemeentegiro en in 1928 heeft de gemeentegiro al 30.000 particuliere rekeninghouders. In 1979, bij de overname door de PTT, zijn het er meer dan 300.000. De helft van de Amsterdammers heeft er dan een girorekening. Rekeningnummers bij de Gemeentegiro bestonden uit een letter (beginletter van de naam) en een aantal cijfers. Bij de overgang naar de Postgiro en Rijkspostspaarbank werden de letters vervangen door cijfers.
De Gemeentegiro was een vooruitstrevend bedrijf. Zo introduceerde het in 1921 de automatische periodieke overschrijving. In 1961 was het de eerste bank in Nederland met een giropas en in 1969 plaatste de Gemeentegiro in de moderne woonwijk Bijlmermeer de eerste geldautomaat. Binnen 24 uur na het posten van de opdracht kreeg de klant een bevestiging thuis. Ook alle stortingen en opnames werden via de 26 kaskantoren online verwerkt. De ruim 900 agenten verwerkten stortingen en opnames hoofdzakelijk per telefoon.

## Blauwe girobussen
De Gemeentegiro had door de hele stad eigen brievenbussen in de stijl van de Amsterdamse School en eigen postbodes. De rekeninghouders konden hun giro-opdrachten zonder envelop in de blauwe bus doen. De giro-opdrachten mochten buiten de PTT om verzonden worden, omdat het monopolie van de PTT alleen het interlokaal briefverkeer betrof. De twee typen brievenbussen (PTT en Gemeentegiro) leverden weleens verwarring op voor buitenlanders; dat bleek uit de vele toeristische ansichtkaarten die geregeld in de bussen van de Gemeentegiro werden aangetroffen. Als unicum waren de kleine busjes van lijn 30 ook van een blauwe brievenbus voorop voorzien, omdat deze in de dorpjes in Landelijk Noord ontbraken.
Na de overname van de Gemeentegiro door de Postgiro werden de oude blauwe girobussen verwijderd en moesten giro-opdrachten via de PTT worden verzonden, maar dan in een grijsblauwe giro-envelop van girokantoor Amsterdam.
De boven afgebeelde blauwe girobussen zijn te bezichtigen bij Museum Het Schip in de Spaarndammerbuurt in Amsterdam-West. Getoonde modellen zijn vervaardigd van gietijzer, een later model werd vervaardigd van carrosserieplaat.